# Josef Merhaut
Josef Merhaut   (Švabín, 13 d'octubre de 1863 - Brno, 5 de setembre de 1907)fou un escriptor, periodista i crític teatral txec.

## Obres

### Contes
- Povídky (Històries, 1890)
- Had a jiné povídky (Serp i altres històries, 1892)
- Černá pole (El camp negre, 1896)

### Novel·les
- Andělská sonáta (Sonata angelical, 1900)
- Vranov (1906)

### Poemes
- Básně (Poemes, 1907), organitzat per Miloslav Hysek)

### Altres
Výbor fejetonů Josefa Merhauta (1908, organitzat per Miloslav Hysek)